# Darwin Barney
Darwin James Kunane Barney (Portland, Oregon, 1985. november 8. –) amerikai baseballozó és baseballedző. 2012-ben elnyerte az Arany kesztyű- és a Fielding Bible-díjakat.

## Fiatalkora
A beavertoni Southridge középiskolában érettségizett, ahol a 2002-es bajnok baseballcsapat játékosa volt.

## Játékosként

### Egyetemi
Az Oregoni Állami Egyetemre járt; 2006-ban és 2007-ben országos bajnokok lettek. Ő vezeti az egyetem ütőidőrangsorát. 2007-ben az All-Tournament csapat tagjává választották.
2005-ben a Pacific-10 Conference az év újoncának választotta és elnyerte az All-America elismerést. 2006-ban az egyetemi világbajnok csapat tagja volt. 2024-ben az Oregoni Állami Egyetem dicsőségcsarnokának tagja lett.

### Profi

#### Chicago Cubs
A 2007-es MLB-draft 127. körében a Chicago Cubs kiválasztotta.

##### Minor
2007 és 2010 között a Cubs minorcsapatának tagja, majd 2009-ben a Tennessee Smokies és az Iowa Cubs játékosa volt. 2010 januárjában részt vett a Chicago Cubs edzőtáborában.

##### Major
2010. augusztus 11-én elcserélték Mike Fontenottal, és 2011-től második bázis pozícióban játszott. Áprilisban a hónap újoncának választották, és az év újonca szavazáson a hetedik lett. 2012-ben elnyerte a Fielding Bible- és az Arany kesztyű-díjakat. 141 játéka alatti két hibájával megosztva a legkevesebb hibát érte el.
A 2013-as szezont sérültként kezdte. 2014. július 22-én várólistára került.

#### Los Angeles Dodgers
2014. július 28-án egy később megnevezett játékosért (Jonathan Martinez) elcserélték a Los Angeles Dodgersszel. Augusztus 11-én ütőhelyettesítő játékosként kezdett, első játékindítása másnap volt. 22 mérkőzése alatt ütőátlaga .303 volt. 2015-ben felkínálták az Oklahoma City Dodgersnek; június 12-én törölték a játékoskeretből.

#### Toronto Blue Jays
2015. szeptember 3-án Jack Murphyért cserébe a Toronto Blue Jays játékosa lett; a játékoskeretben Scott Copelandet váltotta. 2015-ben 15 mérkőzésen játszott; a rájátszáson nem vehetett részt és október 22-én szabadúszó lett.
December 11-én 1,05 millió dollár értékben egy évre szerződött a Blue Jayszel. 2016. május 31-én a Cleveland Indians elleni mérkőzésen elérte ötszázadik ütését; ütőként először július 1-jén vett részt profi mérkőzésen, július 20-án pedig külső védőként játszott (korábban ugyanitt az U21-es válogatott tagjaként lépett pályára). 2016-ban 104 mérkőzésen vett részt.
2017. január 12-én a fizetési felülvizsgálat elkerülése érdekében 2,8875 millió dollár értékben egy évre szerződtették.

#### Texas Rangers
2018. február 5-én a Texas Rangers minorcsapatával szerződött; március 19-én kirúgták.

## Edzőként
2020-ban a Rangers minorpartnere, a Nashville Sounds edzője lett, azonban a szezon a Covid19-pandémia miatt megszakadt. Távozását követően az Oregon State Beaversnél Mitch Canham önkéntes edzőhelyettese lett. 2023 augusztusában családi okok miatt lemondott.

## Családja és származása
Feleségével, Lindsay-vel három lányuk és egy fiuk született. 2019-ben egy lehetséges portlandi MLB-csapat létrehozását célzó Portland Diamond Project befektetője lett.
Anyai ágon egynegyed részt japán és egynegyed részt koreai, apai ágon pedig félig kaukázusi származású. Édesapja, a hawaii születésű David Barney szintén baseballozó volt.

## Fordítás
- Ez a szócikk részben vagy egészben  a   Darwin Barney című angol Wikipédia-szócikk ezen változatának fordításán alapul.  Az eredeti cikk szerkesztőit annak laptörténete sorolja fel. Ez a jelzés csupán a megfogalmazás eredetét és a szerzői jogokat jelzi, nem szolgál a cikkben szereplő információk forrásmegjelöléseként.